# Maybe (Yiruma)
Maybe è un brano per pianoforte solista del compositore e pianista sudcoreano Yiruma, tratto dall'album del 2001 First Love.
Il brano è, insieme a River Flows in You e Kiss the Rain, il pezzo più famoso di Yiruma, nonché uno dei più apprezzati.
È una composizione appartenente al repertorio pop di Yiruma, anche se può benissimo rientrare nella musica contemporanea, genere tipico dell'artista.
È un brano abbastanza complesso, al quale è preferibile accedere a un certo livello di studi ed è estremamente espressivo a livello emotivo, in quanto esprime numerosi stati d'animo da parte dell'artista.